# Reidun Twarock

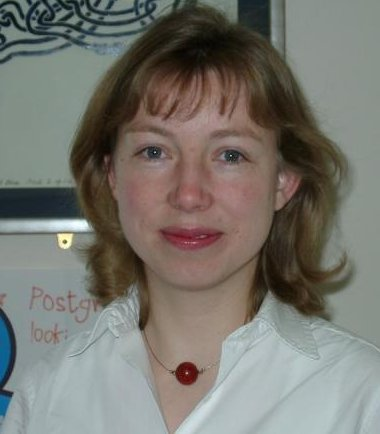
Reidun Twarock (2009)

Reidun Twarock ist eine in Deutschland geborene mathematische Biologin und Hochschullehrerin. Sie entwickelt mathematische Modelle für Viren, die Modelle basieren auf höherdimensionalen Gittern.

## Leben
Reidun Twarock studierte an der Universität zu Köln und an der University of Bath. Das Studium schloss sie 1993 mit dem Master of Science in Bath ab. Sie promovierte 1997 im Fachbereich der Mathematischen Physik bei Heinz-Dietrich Doebner an der Technischen Universität Clausthal über quantenmechanische Modelle an der Oberfläche von Kugeln. Danach war sie bis 2000 weiter an der TU Clausthal, gefördert durch das Dorothea-Erxleben-Programm des Landes Niedersachsen. 2000 war Twarock als Marie-Curie-Fellow an der University of York. 2001 wurde sie dann Lecturer in Mathematik an der City, University of London. Von 2005 bis 2009 war sie Reader in Mathematik und Biologie an der University of York. Seit 2009 ist Twarock dort Professorin für mathematische Biologie.
Anfang der 2000er Jahre arbeitete Twarock an der Penrose-Parkettierung und die Oberflächenteilung einer Kugel. Dabei entwickelte sie ein Modell zur Beschreibung der Oberflächenstruktur der Papovaviridae und löste damit ein über zwanzig Jahre altes Problem der Virologie. Bei fast allen ikosaedrischen Viren sind die Proteine der Kapsid in Fünfer- und Sechserclustern angeordnet und umfasst höchstens zwölf Fünfercluster. Im Gegensatz dazu haben die Papovaviridae, inklusive der gebärmutterkrebsverursachten Humane Papillomviren, 72 Fünfercluster. Somit entsprach das Proteinlayout keinem der in Mathematik bekannten Polyeder. Twarocks Modell war damit sowohl mathematisch als auch biologisch neu. Es ähnelte einer Penrose-Parkettierung, die um eine Kugel gewickelt wurde. Diese Modelle erwiesen sich als nützlich, um die Assemblierung und das Genom von RNA-Viren zu untersuchen. Ihre Arbeiten finden auch Anwendung bei den Studien von Nanomaterial.
Ihr Bruder Sören Twarock ist Facharzt für klinische Pharmakologie und Lehrender am Universitätsklinikum Düsseldorf.

## Ehrungen
Twarock erhielt 2012 den Leverhulme Trust Research Leadership Award. 2018 wurde sie mit der Goldmedaille des britischen Institute of Mathematics and its Applications (IMA) ausgezeichnet. 2025 wurde sie zum Mitglied der Royal Society gewählt.